# Baronía de Hervés

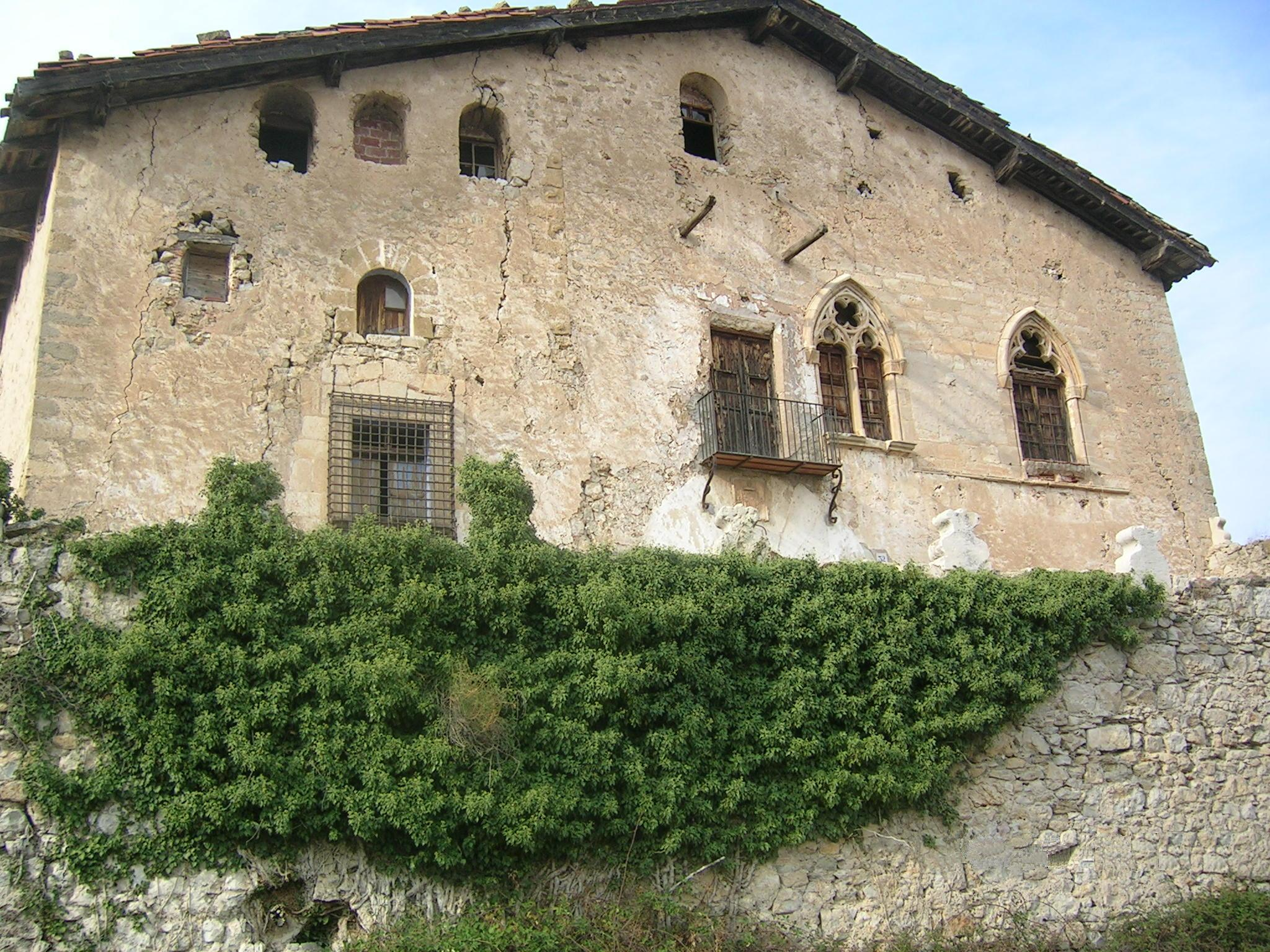
Castillo de Herbés, propiedad del actual barón de Hervés.

Escudo municipal de la localidad de Herbés, en la provincia de Castellón.

La Baronía de Hervés (en catalán: Herbers) es un título nobiliario español, concretamente de la Corona de Aragón, creado el 3 de agosto de 1272 por el rey Jaime I de Aragón el Conquistador, a favor de Juan Garcés, Noble del Reino de Aragón.
La denominación hace referencia al castillo y a la vila de Herbés, actual municipio de la provincia de Castellón.
El título pasó a los Valls y después a los Ram de Víu, actuales poseedores. El rey Felipe V lo reconoció como título del Reino a favor de Jaime Ram de Víu y Valls, abuelo de Rafael Ram de Víu y Pueyo.

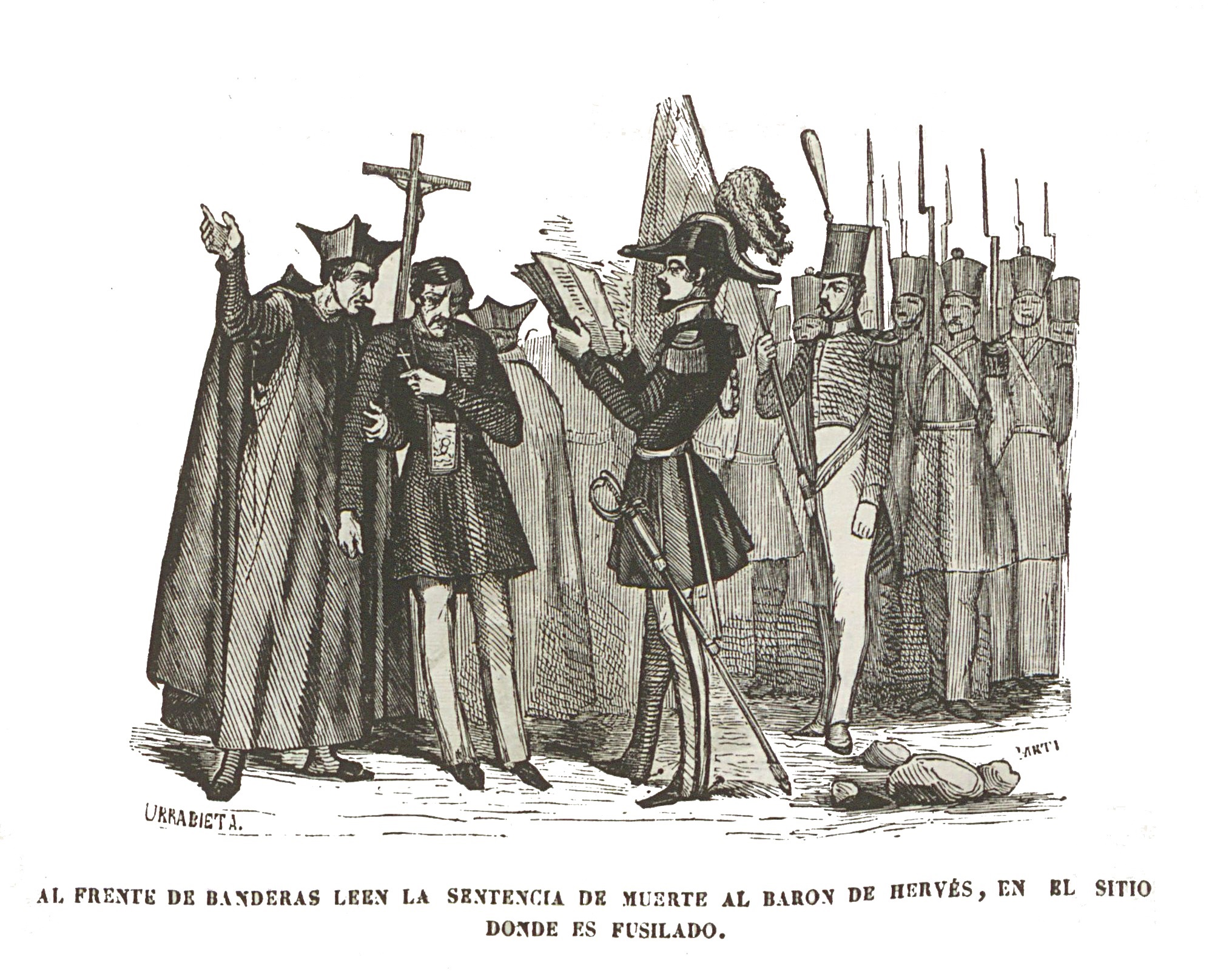
Baron de Hervés, sentenciado a muerte (de acuerda al libro "Historia de Cabrera y de la Guerra Civil en Aragón, Valencia y Murcia")

El actual titular, desde 1988, es Carlos-Javier Ram de Víu y de Sivatte, barón de Hervés, VII conde de Samitier y Veguer-Presidente del Real Estamento Militar del Principado de Gerona. 

## Barones de Hervés
|                                               | Titular                                                | Periodo                                       |
| Creación en 1272 por el rey Jaime I de Aragón | Creación en 1272 por el rey Jaime I de Aragón          | Creación en 1272 por el rey Jaime I de Aragón |
| --------------------------------------------- | ------------------------------------------------------ | --------------------------------------------- |
| I                                             | Juan Garcés                                            | 1272-?                                        |
| II                                            | Pedro Garcés de Janues                                 |                                               |
|                                               | (...)                                                  |                                               |
|                                               | Jaime Luis Ram de Víu y Lambau                         |                                               |
|                                               | José Vicente Ram de Víu y Liñán                        |                                               |
|                                               | Jerónimo Ram de Víu y Liñán                            |                                               |
|                                               | Rafael Ram de Víu y Pueyo                              | -1834                                         |
|                                               | José Ram de Víu y Navarro de Aragón                    | 1866-83 o 87                                  |
|                                               | Luis Ram de Víu y Quinto                               |                                               |
|                                               | María de la Concepción Ram de Víu y Ulzurrum de Asanza | 1919-?                                        |
|                                               | Carlos Javier Ram de Víu y de Sivatte                  | 1988-actual titular                           |

## Historia de los barones de Hervés
- Juan Garcés, I barón de Hervés.

Le sucedió su hijo:
- Pedro Garcés de Janues, II barón de Hervés.

(...)
Reconocido como título del Reino por Felipe V, a favor de:
- Jaime Luis Ram de Víu y Lambau, barón de Hervés.

1. Casó con Ana Liñán y Donoso de Calatayud.

Le sucedió su hijo:
- José Vicente Ram de Víu y Liñán (1728-?),  barón de Hervés.

Le sucedió su hermano:
- Jerónimo Ram de Víu y Liñán, (1731-?),  barón de Hervés.

1. Casó en primeras nupcias con María Baillet.
2. Casó en segundas nupcias con Mariana Pueyo y Pujadas.

1. Del primer matrimonio, nació Buenaventura Ram de Víu y Baillet, I conde de Samitier. Sin descendencia.
2. De su segundo matrimonio, nacieron cuatro hijos: Victoria Ram de Víu y Pueyo (casó con Saturio Muñoz-Serrano, de la Orden de Malta); Rafael, que sigue; Fermín (también caballero de la Orden de Malta); y Vicenta (monja profesa en el Real Monasterio de Sigena, también de monjas sanjuanistas).

Le sucedió, de su segundo matrimonio, su hijo y heredero:
- Rafael Ram de Víu y Pueyo (1777-1834), barón de Hervés, II conde de Samitier. Creado grande de España por el pretendiente carlista Carlos María Isidro de Borbón a título póstumo. Corregidor de Teruel (1824-28) y Corregidor-gobernador de Valencia (1828-1833), oficial en la Guerra de la Independencia Española y en la Primera Guerra Carlista. Fusilado el 12 de enero de 1834 por los liberales, dejando una carta de profunda religiosidad y patriotismo.[4]

1. Casó con Pascuala Navarro de Aragón.

De cuyo matrimonio nacieron, al menos, tres hijos:
1. Rafael Ram de Víu y Navarro de Aragón, III conde de Samitier. Sin sucesión.
2. Vicente Ram de Víu y Navarro de Aragón; oficial del ejército de Cabrera, se exilió con él en 1840.
3. José, que sigue.

Le sucedió, por Real Carta de Sucesión de fecha 9 de septiembre de 1866, su hijo:
- José Ram de Víu y Navarro de Aragón (1817-1883 o 1887),  barón de Hervés.

1. Casó en primeras nupcias con N. Benet.
2. Casó en segundas nupcias con Concepción de Quinto y Sánchez–Rodilla.

Del primer matrimonio nació: José Ram de Víu y Benet, IV conde de Samitier. Sin sucesión.
Del segundo matrimonio nacieron cuatro hijos:
1. Carlos Ram de Viu y Quinto (1862-1910), V conde de Samitier, quien casó con María del Pilar Arévalo y Aguilar, siendo padres de dos hijos: Concepción, y Carlos Carlos Ram de Víu y Arévalo (quien será esposo de su prima, María de la Concepción Ram de Víu y Ulzurrum de Asanza, baronesa de Hervés).
2. Luis, que sigue.
3. Francisco, soltero y sin descendencia.
4. Dolores, esposa de Francisco Nougués. Sin descendencia.

En el Condado de Samitier le sucedió su hijo primogénito, Carlos.
En la Baronía de Hervés le sucedió su segundo hijo:
- Luis Ram de Víu y Quinto (1864-1906), barón de Hervés. Poeta de reconocido prestigio.

1. Casó, en abril de 1900, con Dolores Ulzurrun de Asanza y Barberán.

Le sucedió, en 1909, su hija:
- María de la Concepción Ram de Víu y Ulzurrum de Asanza, baronesa de Hervés.

1. Casó con su primo, Carlos Ram de Víu y Arévalo (1896-1959), VI conde de Samitier.

De cuya unión nacieron tres hijos:
1. Luis Eduardo Ram de Víu y Ram de Víu. Sin descendencia.
2. María Dolores Ram de Víu y Ram de Víu, IX marquesa de Tosos, esposa de Luis del Campo Ardid. Con descendencia.
3. Carlos José Ram de Víu y Ram de Víu, casó con María de la Concepción Sivatte y Algueró, siendo padres de Carlos Javier Ram de Víu y de Sivatte, que sigue.

Le sucedió, en 1988, su nieto (ya citado):
- Carlos Javier Ram de Víu y de Sivatte (n.1960), barón de Hervés, VII conde de Samitier. Licenciado en Derecho, procurador de los Tribunales.

1. Casó, en 1991, con María de Gaminde y de Muller.

Actual titular.